# San Pedro de Totora
San Pedro de Totora is een provincie in het departement Oruro in Bolivia. De provincie heeft een oppervlakte van 1487 km² en heeft 5.531 inwoners (2012). De hoofdstad is Totora.

## Indeling
De gemeente bestaat uit de volgende kantons:
- Cantón Calazaya
- Cantón Chojña Cota
- Cantón Crucero
- Cantón Culta
- Cantón Huacanapi
- Cantón Marquirivi
- Cantón Totora

San Pedro de Totora bestaat uit één gemeente: San Pedro de Totora (identisch met de provincie).